# Marquesado de Aldama
El marquesado de Aldama es un título nobiliario español creado por la reina regente María Cristina de Habsburgo Lorena, durante la minoridad del rey Alfonso XIII, y concedido a Luis de Ussía y Aldama, diputado a Cortes y senador del reino, el 4 de febrero de 1893 por real decreto y el 6 de abril del mismo año por real despacho.
Se le concedió la Grandeza de España por real despacho del 27 de julio de 1922 (el decreto real data del 28 de junio del mismo año). Su denominación hace referencia al segundo apellido del primer marqués y al pueblo de Amurrio (Álava), de donde fue diputado a Cortes.

## Marqueses de Aldama
|                           | Titular                                  | Periodo                   |
| Creación por Alfonso XIII | Creación por Alfonso XIII                | Creación por Alfonso XIII |
| ------------------------- | ---------------------------------------- | ------------------------- |
| I                         | Luis de Ussía y Aldama                   | 1893-1908                 |
| II                        | Francisco de Ussía y Cubas               | 1908-1931                 |
| III                       | María del Pilar Ussía y Díez de Ulzurrun | 1950-1956                 |
| IV                        | Alfonso Castillejo y de Ussia            | 1957-1977                 |
| V                         | José María Castillejo y de Oriol         | 1980-hoy                  |

## Historia de los marqueses de Aldama
La lista de sus titulares es la que sigue:
- Luis de Ussía y Aldama (1856-11 de marzo de 1908), I marqués de Aldama,[3] diputado a Cortes, senador del reino, Gran cruz de Carlos III y de Isabel la Católica.[4][5]

Casó, el 5 de febrero de 1880, con María de Cubas y Erice. El 24 de agosto de 1908 le sucedió su hijo:

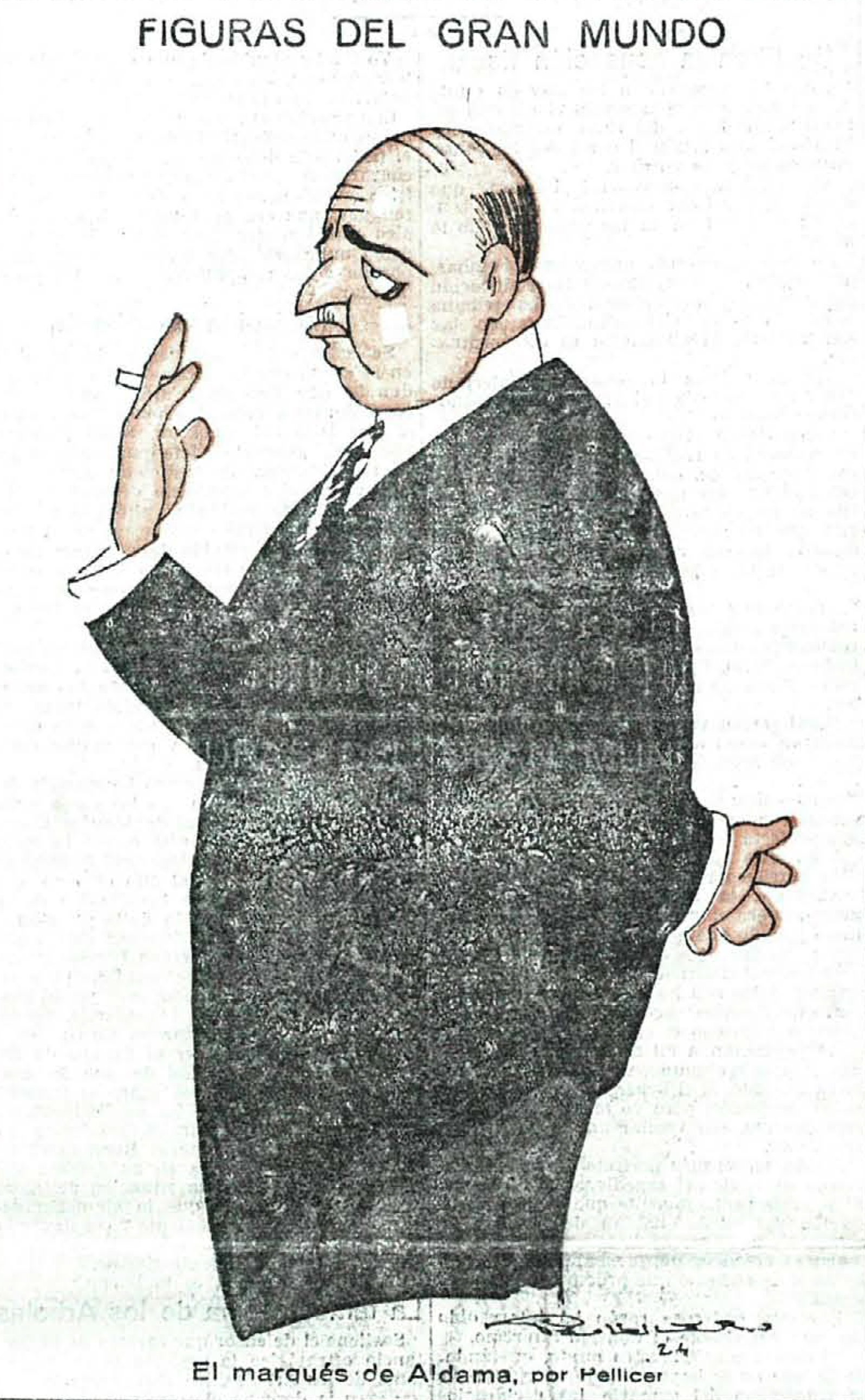
«Figuras del gran mundo. El marqués de Aldama». De Pellicer (El Imparcial, 1924)

- Francisco de Ussía y Cubas (1880-8 de julio de 1931), II marqués de Aldama,[3] senador, caballero del Real Cuerpo Colegiado de Hijosdalgo de Madrid, Gran cruz de Isabel la Católica y gentilhombre de cámara con ejercicio y servidumbre.[6]

El 11 de noviembre de 1904 se casó con María de los Dolores Díez de Ulzurrun y Alonso. El 10 de agosto de 1950 le sucedió su hija:
- María del Pilar de Ussía y Díez de Ulzurrun (1905-1968), III marquesa de Aldama[3] y II marquesa de Colomo por rehabilitación a su favor en 1922.

El 10 de diciembre de 1923 se casó con José María Castillejo y Wall, V conde de Floridablanca. El 12 de julio de 1957, por cesión, le sucedió su hijo:
- Alfonso Castillejo y Ussía (m. 23 de diciembre de 1977), IV marqués de Aldama[3] y IX conde de Armíldez de Toledo.

Casó, el 19 de septiembre de 1958, con Casilda Fernández de Córdoba y Rey, XIX duquesa de Cardona. Sin descendientes. El 3 de diciembre de 1980 le sucedió el hijo de su hermano Juan Bautista Castillejo y Ussía, VI conde de Floridablanca, y por tanto su sobrino:
- José María Castillejo y de Oriol[7] (n. 1962), V marqués de Aldama y VII conde de Floridablanca.[3]

Se casó con Ana María Chico de Guzmán March. Tienen seis hijos: Juan, Fabiola, Maravillas, Alejandra, Dimas y Catalina.